# El doctor africano
El doctor africano (título original: Bienvenue à Marly-Gomont ) es una película biográfica de comedia dramática francesa de 2016 basada en la vida real de Seyolo Zantoko, el padre del músico Kamini Zantoko. Fue coescrito por Zantoko y dirigido por Julien Rambaldi. Está protagonizada por Marc Zinga y Aïssa Maïga.

## Trama
En 1975, Seyolo Zantoko se gradúa de la escuela de medicina de Lille; era el único africano de su clase y círculo de amigos. Rechaza un trabajo en Zaire como médico personal del presidente Joseph-Desiré Mobutu, ya que quiere evitar la corrupción asociada con su país. En cambio, es contratado por el alcalde de Marly-Gomont, un pequeño pueblo en el norte de Francia. Llama a su familia y les informa que consiguió un trabajo en Francia; en su emoción, su esposa Anne y sus dos hijos, Sivi y Kamini, asumen que se mudarán a París. Pronto se decepcionan al saber que viven en una aldea rural. La decisión de Seyolo de vivir en Francia está motivada principalmente por brindar una mejor educación a sus hijos y tener una mejor calidad de vida para su familia.
La familia Zantoko lucha por adaptarse a su nueva vida en Marly-Gomont. Los lugareños nunca han visto a personas negras antes y al principio las tratan con miedo y desconfianza; Sivi y Kamini son intimidados en la escuela y la práctica de Seyolo lucha por prosperar ya que los lugareños prefieren ir al médico francés en el pueblo vecino. Seyolo y Anne tienen una acalorada discusión frente a los familiares que los visitan, durante la cual Seyolo promete a regañadientes que eventualmente se mudarán a Bruselas, donde viven los parientes antes mencionados. Sin embargo, Seyolo y su familia terminan ganándose la confianza de los aldeanos después de que él haya dado a luz con éxito al bebé de un granjero local. Desde entonces, más personas visitan su práctica que se convierte en un éxito.
Seyolo, Sivi y Kamini comienzan a sentirse más como en casa en Marly-Gomont, aunque Anne todavía desea mudarse a Bruselas. Seyolo le dice al alcalde que desea quedarse en el pueblo a largo plazo. Esa misma noche, el alcalde y su esposa cenan en la casa de los Zantokos, y el alcalde menciona su alegría porque Seyolo seguirá siendo el médico del pueblo. Anne está enojada por esta revelación porque Seyolo no le había dicho que había aceptado la solicitud del alcalde de quedarse. Anne se va para quedarse en Bruselas con su familia.    
Algún tiempo después, Seyolo es arrestado por la policía francesa por irregularidades migratorias, unos días antes de que se apruebe su solicitud de ciudadanía francesa. La única esperanza para que Seyolo continúe con su práctica es que el alcalde actual sea reelegido, aunque su oponente, Lavigne, lidera las encuestas y está decidido a contratar a un médico de origen francés. Mientras tanto, Sivi demuestra su nuevo talento en el fútbol y se gana el corazón de la comunidad, ayudando a derrotar al equipo contrario en la liga de fútbol escolar local. Seyolo y sus hijos idean un plan para mostrar a los aldeanos que si Lavigne gana las elecciones, los Zantokos tendrán que moverse. Así pues, Sivi y Kamini organizan una obra con los demás niños en el festival del fin de año escolar, donde se ilustra el problema de Seyolo.
Anne regresa a Marly-Gomont y se une a su esposo justo a tiempo para ver la obra de teatro escolar. Los lugareños, al darse cuenta de que perderán a su médico y a su mejor futbolista, acuerdan votar por el alcalde actual. Los Zantoko se dan cuenta de que son amados por toda la comunidad (excepto Lavigne, que se marcha antes del final del espectáculo). El alcalde es reelegido, la oficina de Seyolo reabre y Anne es contratada como su secretaria. Permanecen felizmente casados hasta 2009, cuando Seyolo fallece en un accidente automovilístico. A su funeral asiste todo el pueblo.
En el epílogo, se afirma que Seyolo había recibido la medalla al mérito en 2008 por el servicio a Picardía. Después de su muerte, Anne se mudó a Bruselas para reunirse con sus primos. Sivi y Kamini se graduaron en enfermería; ella  practica en Bruselas mientras que él se convierte en comediante y músico. En 2006, Kamini hizo famoso al pueblo con su exitosa canción "Marly-Gomont", que se reproduce en los créditos finales.